# Стефан Бояджиев
Стефан Димитров Бояджиев е български икономист и политик, кмет на Стара Загора и Бургас.

## Биография
Роден е през 1879 г. в Стара Загора. Завършва гимназия в родния си град, след това учи висше икономическо образование в Белгия. После започва работа в София като директор на Търговската банка, а впоследствие и като директор на клона и в Бургас. Там става председател на Търговската камара. Членува в Народната партия. В периода 17 май 1931 г. – 20 април 1932 г. е председател на общинския съвет и кмет на Бургас. Умира през 1949 г.